# Deutschland. Ein Sommermärchen
Pour plus de détails, voir Fiche technique et Distribution.
Deutschland. Ein Sommermärchen, (Allemagne. Un conte d'été en français) est un documentaire de 108 minutes réalisé par Sönke Wortmann qui retrace de l'intérieur le parcours de l'équipe d'Allemagne de football à la Coupe du monde de football de 2006.

## Synopsis
S'inspirant du film Les Yeux dans les Bleus,, le réalisateur et son caméraman ont filmé de l'intérieur le quotidien de l'équipe au cours de l'épreuve. Le film couvre une période qui va du stage préparatoire à la compétition jusqu'à la fête finale avec les supporteurs allemands à Berlin après le match pour la troisième place remporté contre le Portugal. On y retrouve ainsi les scènes typiques du quotidien des footballeurs telles que les discours des entraîneurs ou la déception après la défaite face à l'Italie en demi-finale. Dans le documentaire, on découvre de manière plus intime les différents joueurs de la sélection. On y apprend par ailleurs que le sélectionneur Jürgen Klinsmann délègue la partie tactique à son adjoint Joachim Löw pour se consacrer à la motivation des joueurs lors de ses « causeries » avant les matchs et pendant les mi-temps.
Le titre du film fait référence à un poème d'Heinrich Heine intitulé Deutschland, ein Wintermärchen (« Allemagne. Un conte d'hiver »). Mais contrairement à la vision mélancolique de cet auteur, il montre plutôt des scènes de liesse et l'atmosphère de joie qu'a connu le pays lors de la compétition bien que les joueurs aient été relativement isolés pendant l'épreuve.

## Fiche technique
- Titre original : Deutschland. Ein Sommermärchen
- Titre français : Allemagne. Un conte d'été
- Réalisation : Sönke Wortmann
- Écriture : Sönke Wortmann
- Photographie : Sönke Wortmann, Frank Griebe
- Son : Henry Mayr
- Montage : Melania Singer, Christian von Lüpke
- Musique : Marcel Barsotti
- Production :
  - Susan Feikes, Matthias Kremin (production exécutive)
  - Tom Spieß (production)
  - Heinrich Hadding (production créative)
- Sociétés de production : Little Shark Entertainment, Westdeutscher Rundfunk
- Société de distribution (cinéma) : Kinowelt
- Pays d'origine :  Allemagne
- Langue originale : allemand
- Format : Couleur — 35mm — 1,85:1 — Son Dolby numérique
- Genre : Documentaire sportif
- Dates de sortie :
  -  Allemagne : 3 octobre 2006

## Distribution

### Encadrement technique de la sélection
- Jürgen Klinsmann
- Joachim Löw
- Andreas Köpke
- Oliver Bierhoff
- Adolf Katzenmeier (physiothérapeute)
- Oliver Schmidtlein (physiothérapeute)

### Joueurs
- Jens Lehmann
- Marcell Jansen
- Arne Friedrich
- Robert Huth
- Sebastian Kehl
- Jens Nowotny
- Bastian Schweinsteiger
- Torsten Frings
- Mike Hanke
- Oliver Neuville
- Miroslav Klose
- Oliver Kahn
- Michael Ballack
- Gerald Asamoah
- Thomas Hitzlsperger
- Philipp Lahm
- Per Mertesacker
- Tim Borowski
- Bernd Schneider
- Lukas Podolski
- Christoph Metzelder
- David Odonkor
- Timo Hildebrand

### Autres
- Angela Merkel
- Horst Köhler
- Franz Beckenbauer
- Gerhard Mayer-Vorfelder
- Harald Stenger

## Distinctions
- Prix Adolf-Grimme 2007, catégorie « Information & Kultur »[3]
- Bambi 2006, catégorie « Dokumentation »[4]
- Prix de l'Association des critiques de cinéma allemands, catégorie film documentaire[5]

## Réception
Le film était initialement prévu pour être diffusé à la télévision, mais devant le succès populaire obtenu par la Coupe du monde en Allemagne et l'engouement autour de l'équipe nationale, il fut décidé de le sortir en salle. L'avant-première du film eut lieu le 3 octobre, jour de la fête nationale allemande, dans les villes qui avaient accueilli la compétition. À la fin novembre 2006, environ 4 millions de personnes avaient vu le documentaire au cinéma, ce qui en fait le plus grand succès commercial en Allemagne pour un film de ce type. Il fut ensuite diffusé, le 6 décembre 2006, sur la chaîne publique allemande ARD ; l'audience dépassa les 10 millions de téléspectateurs.
Une partie des gains sur les tickets d'entrée et DVDs vendus a été réservée au profit de l'association SOS Village d'Enfants. Dans le cadre de cette opération, un chèque d'un montant dépassant 3 millions d'euros a été remis en juin 2007 à l'un des dirigeants de l'association.